# میلدرد مک‌دنیل
میلدرد مک‌دنیل (انگلیسی: Mildred McDaniel؛ ۴ نوامبر ۱۹۳۳ – ۳۰ سپتامبر ۲۰۰۴) ورزشکار پرش ارتفاع اهل ایالات متحده آمریکا بود.
وی در مسابقات کشوری و بین‌المللی در مجموع برندهٔ ۲ مدال طلا شده‌است.